# ソーラーカーレース
ソーラーカーレースは、車の表面の太陽電池パネルから得られる太陽エネルギーによって動く電気自動車であるソーラーカーによる競技である。最初のソーラーカーレースは1985年のツール・ド・ソルであり、ヨーロッパ、アメリカ、オーストラリア、日本における同様なレース開催につながった。このようチャレンジは、しばしば工学や技術的なスキルをもった学生を育成するために大学によって行われだけでなく、過去には多くの企業によって行われた。高校生のためだけに設定されたレースに、少数の高校チームも参加している。
世界各地でソーラーカーによるレースが行われている。特にここに登場するソーラーカーをレーシングソーラーカーなどと呼んで、コミュータ目的の実験的なソーラーカーと区別することがある。
主な大会としてオーストラリアで開かれるワールド・ソーラー・チャレンジ(WSC)やアメリカのサンレース、スイスのツール・ド・ソル、日本の鈴鹿サーキットで行われるFIAカップのソーラーカーレース鈴鹿、大潟村にあるソーラースポーツラインで行われるワールド・ソーラーカー・ラリー(WSR)&全日本ソーラー&FCカーチャンピオンシップ(JISFC)、南アフリカ共和国のサウス・アフリカン・ソーラー・チャレンジなどがある。
このうち、大潟村のWSR、オーストラリアのWSC、アメリカのサンレースを合わせて「世界三大ソーラーカーレース」と呼ぶこともある。

## ソーラーカーレースの意義
ソーラーカーの開発には電子工学や機械工学の知識が要求される。また理論と実践の乖離を狭める効果もある。そのため、多くの工科系の大学、学部が参戦している。また、レースの戦術には刻々変わる気象も織り込んだレースマネジメントを行わなければならないため、戦術的思考やマネジメント能力も要求される。ソーラーカーの開発を通じて問題解決能力が向上し、技術的な視野が広がり、活動を通じてチームワークの重要性を認識することにもなる。近年高まる環境問題に関して工学的見地に基づいた解決策を見出すことが期待される。

## 戦略

### エネルギー消費
エネルギー消費量を最適化する事はソーラーカーレースにおいて最も重要である。従って車両のエネルギーパラメーターを常に監視して最適化することが出来れば便利である。与えられた様々な状況下において大半のチームはレーススピードを最適化するプログラムを持っており速く移動すべく常に更新している。いくつかのチームは運転者が最適化された戦略に基づいて運転できるようにテレメトリーで車両の性能データを支援車両へ送っている。

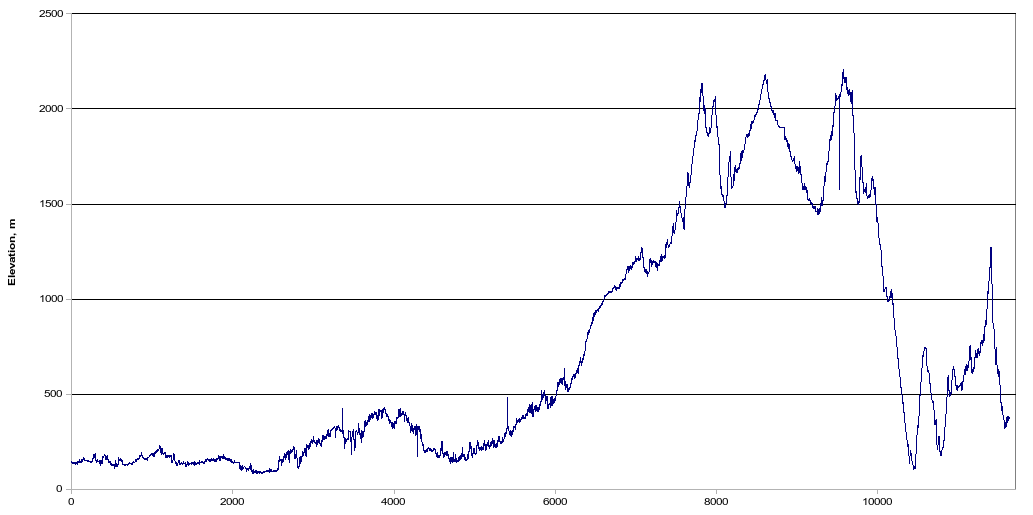
イリノイからカリフォルニアへのロッキー山脈横断のレースコースの標高(メートル表記)

### コース
コース自体が戦略に影響を及ぼす。なぜなら空の太陽の見かけの位置は車両を取り巻く仕様の様々な要因に依存するからである。(レースコースの注意事項を参照)
一例として2001年と2003年のノースアメリカソーラーチャレンジのようなロッキー山脈を越えるコースでは標高によっては必要な出力が劇的に変化する場合がある。(右のグラフを参照)
海外では一般道を閉鎖せず、一般車両と併走する例が多い。日本国内では1990年代には公道を閉鎖して開催される例があったが、近年はサーキット等、専用のコースで開催される例が一般的である。

### 天気予報
ソーラーカーレースで勝利を収めるチームは信頼性の高い天気予報が得られることが必要である。それにより毎日のペースの配分に役立てる。ミシガン大学は、ラジオゾンデを飛ばし気象観測を行ったことがある。東海大学では、気象衛星ひまわりの可視光から赤外光までの複数のバンドから、日射量を推定するシステムを2011年から導入した。

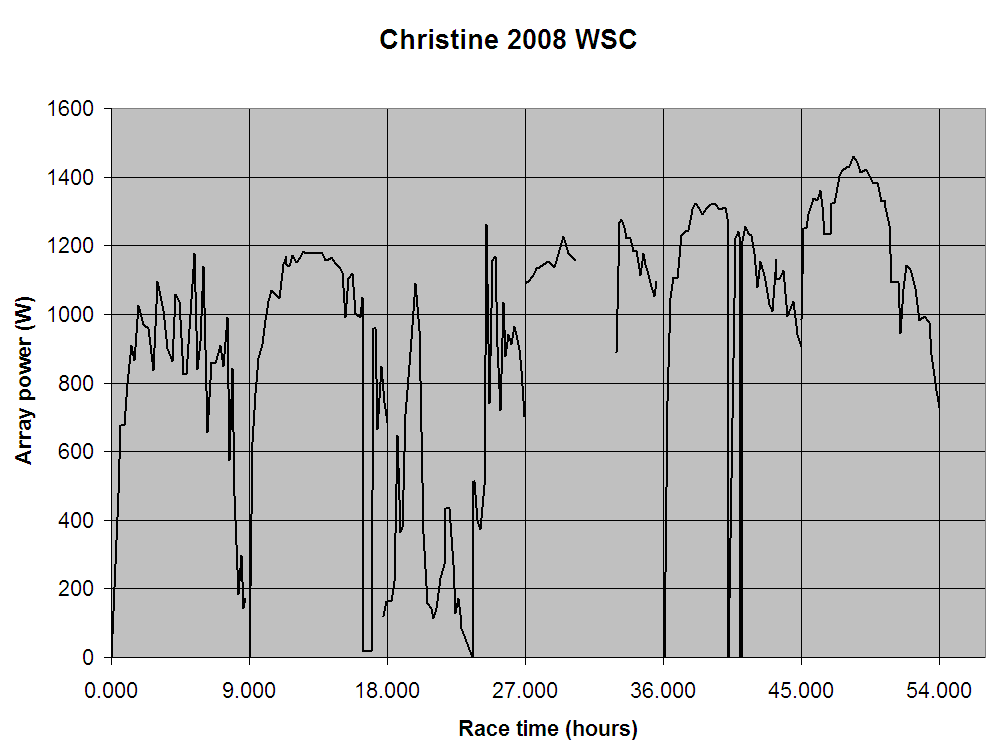
2008年 WSCにおけるソーラーカーチーム「オーロラ」の電力の変移

## 歴史
1982年にQuiet Achieverによるオーストラリア大陸の横断に成功したHans Thostrupは1987年にワールド・ソーラー・チャレンジを開催する。以後このレースは世界中のソーラーカーレースの最高峰として注目を集め、最先端の技術が導入され、各国のチームがしのぎを削る舞台へと発展し、現在に至る。近年では地球温暖化や酸性雨、大気汚染等で環境問題への関心が高まり、太陽光は豊富だが、それまでは開催されなかった南アフリカやチリ等でも開催されるようになり、ソーラーカーレースの開催地も徐々に増えつつある。一方、日本国内でのレースの開催状況は1990年代に一時的に関心が高まり、各地でレースが開催され大学や高校を含む参加者により盛り上がりを見せた。しかしながら、ソーラーカーレースが正当なスポーツとして認知されず、公的資金を得ている学校として参加するには不適切であると誤解されたことや、バブル経済崩壊後の不況により経済状況が悪化したことも重なり、大会によっては参加チームが減少したものがある。
住宅用太陽電池の普及などで、太陽電池の価格が下がりつつあり、以前よりも参加しやすくなったにもかかわらず、大学や高校などの教育機関でも活動は最盛期よりも減少し、現在では定期的に開催されるのは秋田県のワールド・ソーラーカー・ラリーと三重県鈴鹿市の鈴鹿サーキットで開催されるソーラーカーレース鈴鹿等、少数に留まる。

## ワールド・ソーラー・チャレンジ
オーストラリアのダーウィンからアデレードまでの約3,000kmを縦断するレースで1987年から開催されている。現存するソーラーカー大会の中では最も歴史が長く、参加国数が多いことから、世界最高峰のレースといわれている。
2005年までの太陽電池レギュレーションでは、オランダのデルフト工科大学のNuna3による平均時速102.75kmが史上最速記録である。20周年となる2007年の開催において安全上の観点により衝突安全対策が強化され、最高速度が110km/hに制限されるようになった。前回に続きデルフト工科大学のNuna4が優勝した。2009年には東海大学の"Tokai Challenger"が優勝した。日本のチームの優勝は1996年の本田技研工業の"ドリーム"以来である。2007年以降、太陽電池の面積が6m2以下に制限されるようになってからは、2009年に東海大学のTokai Challengerが樹立した100.54km/hが最速記録となった。
30周年となる2017年大会からは、太陽電池の面積が4m2以下となり、当初の半分（以下）に制限された。

## ツール・ド・ソル
ツール・ド・ソルはスイスで最初に開催されたソーラーカーによるラリーである。1985年から1993年にかけて開催された。最初に開催されたのは1月25日から30日にコンスタンス湖のロマンショーンからジュネーブにかけて競われた。72台が出場して50台以上が完走し車載の太陽電池パネルから電力を供給され蓄電池には太陽光から充電された。セカンドクラスでは人力も使われた。コースは公道を閉鎖せずに使用され運転者は制限速度等規則に従う事が求められた。最初の開催では大勢の観客が沿道に押し寄せた。後年は閉鎖されたサーキットで同様にレースした。1990年からは主催者はツールドソルアルペンと呼ばれるイベントに分割された。これらには凍結した湖や雪道の閉鎖されたコースと閉鎖されていない山岳道が含まれた。
数年後、主催者は同様のラリーであるアメリカン･ツールドソルから撤退した。1988年、7月1日にEstavayer-le-Lacでツールドソルは最初の電気自動車のレースを開催した。
当初ツールドソルは車載の太陽電池の電力のみでだったが後に固定された太陽電池から車載の蓄電池に充電する種類の部門も出来た。後に同じ部門で230Vの電力線から充電するようになった。
ツールドソルの法的な位置づけは財団である。2002年に閉鎖された。太陽技術者のJosef Jenniはイベントの発案者として名を連ねており、Urs Muntwylerは開発してこれらの年の大部分を率いた。
これらは多くの新聞や雑誌と同様に書籍や歌やビデオに記録された。オンラインでは少ししか入手できない。大半はドイツ語で2008年にJosef Jenniのインタビューが24分間ドイツ語でテレビで放送され、1991年のツールドソルのいくつかが入手できる。Solarmobil - WM Tour se Sol 12.08.1991

## ノースアメリカソーラーチャレンジ
ノースアメリカソーラーチャレンジは以前はアメリカンソーラーチャレンジやサンレースUSAとして知られていた。レースは大半が大学のチームで間欠的にアメリカ合衆国とカナダで開催される事が特徴である。
スポンサーにはエネルギー省が付いていたが2005年を最後に打ち切られたため、2007年は中止された。2008年のレースではトヨタがスポンサーになって開催された。 最後に開かれたのは2008年7月13日から21日にテキサス州ダラスからカナダのアルバータ州カルガリーでミシガン大学が優勝した。
2010年6月20日から26日にアメリカンソーラーチャレンジと改名して開催が予定されている。オクラホマ州のTulsaからイリノイ州のNapervilleで開催される。シカゴで6月27日にセレモニーが開かれる。

### ルール
- レースはいくつかの所定の場所の区間毎で時間が競われる。全てのチームは同じ場所でそれぞれの区間で走り始めてゴールする。
- 総合時間が最も少ないチームが勝つ。
- 全ての太陽電池と反射材の総面積は6m2を超えてはならない。
- 車両が停止した場合には蓄電池を充電するために、太陽電池パネルを太陽の方向に向けてもかまわない。
- 車両の仕様は安全基準や他の規格に適合していなければならない。
- レースに出場するチームはオープンとストックの2つのカテゴリーに分類される。
  - オープンクラス — 太陽電池が1ワット当たり10ドル以上(高効率)
  - ストッククラス — 事前承認の太陽電池が１ワットあたり10ドル以下

(以前のレースでは同様に異なるバッテリー技術によってもクラス分けされていた。)

### レースのコース
1990年と1993年のレースではワールドソーラーチャレンジのオーストラリアのダーウィンからアデレード間と一致する事を目的として南北間のコースだった。1995年にはインディアナポリスからコロラドまでの東西間のコースだった。2005年には合衆国を南北縦断して西へ向かってカナダに到着する現在のコースになった。
1995年からはレースディレクターはミズーリ州のCrowder大学の教授であるDan Eberleになった。

### 歴史
元々、1990年にゼネラルモータースが自動車技術と太陽エネルギーを大学の学生に宣伝する目的でスポンサー兼主催者となって開催された当時、サンレースUSAと呼ばれていた。ゼネラルモータースはオーストラリアで1987年に開催されたワールドソーラーチャレンジで優勝したがレースを積極的に続ける代わりに大学のイベントを協賛することを選んだ。
サンレースという名前で1993年、1995年、1997年、1999年まで開催された。2001年にスポンサーがエネルギー省と国立新エネルギー研究所になりアメリカンソーラーチャレンジに改名された。2005年からはカナダの国境を越える事になりカナダ天然資源省がスポンサーに加わったので再び改名された。
2005年以降のレースではエネルギー省がスポンサーを降りたので2007年には開催されなかった。現在はトヨタが協賛している。

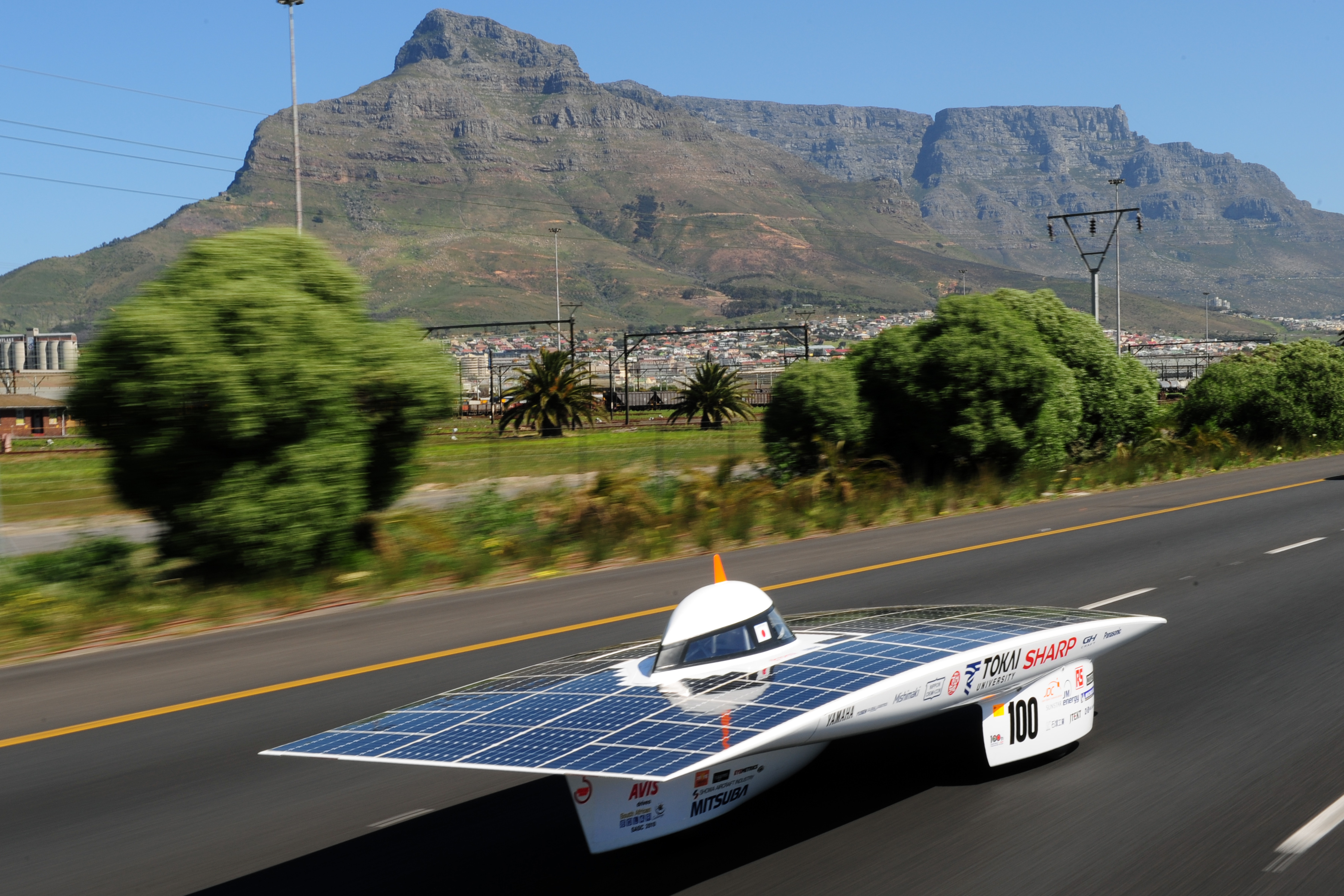
2010年大会で優勝した東海大学のTokai Challenger。

## ソーラー・チャレンジ・サウス・アフリカ
サウス・アフリカン・ソーラー・チャレンジは、南アフリカ共和国で開催される代替燃料による自動車レースで、ハイブリッド車や電気自動車やソーラーカーや生物燃料車の部門がある。国際ソーラーカー連盟と国際自動車連盟の公認レースとして開催されている。最初の開催は2008年で2年おきに開催される。走行距離は4000km以上である。毎年コースは変わるがヨハネスブルグとケープタウンとダーバン経由でプレトリアがゴールである。2008年は東海大学のTokai Falconが優勝した。2010年には、東海大学のTokai Challengerが、4061.8kmを45時間5分で走行し、平均速度90.1km/hの記録を樹立して優勝した。

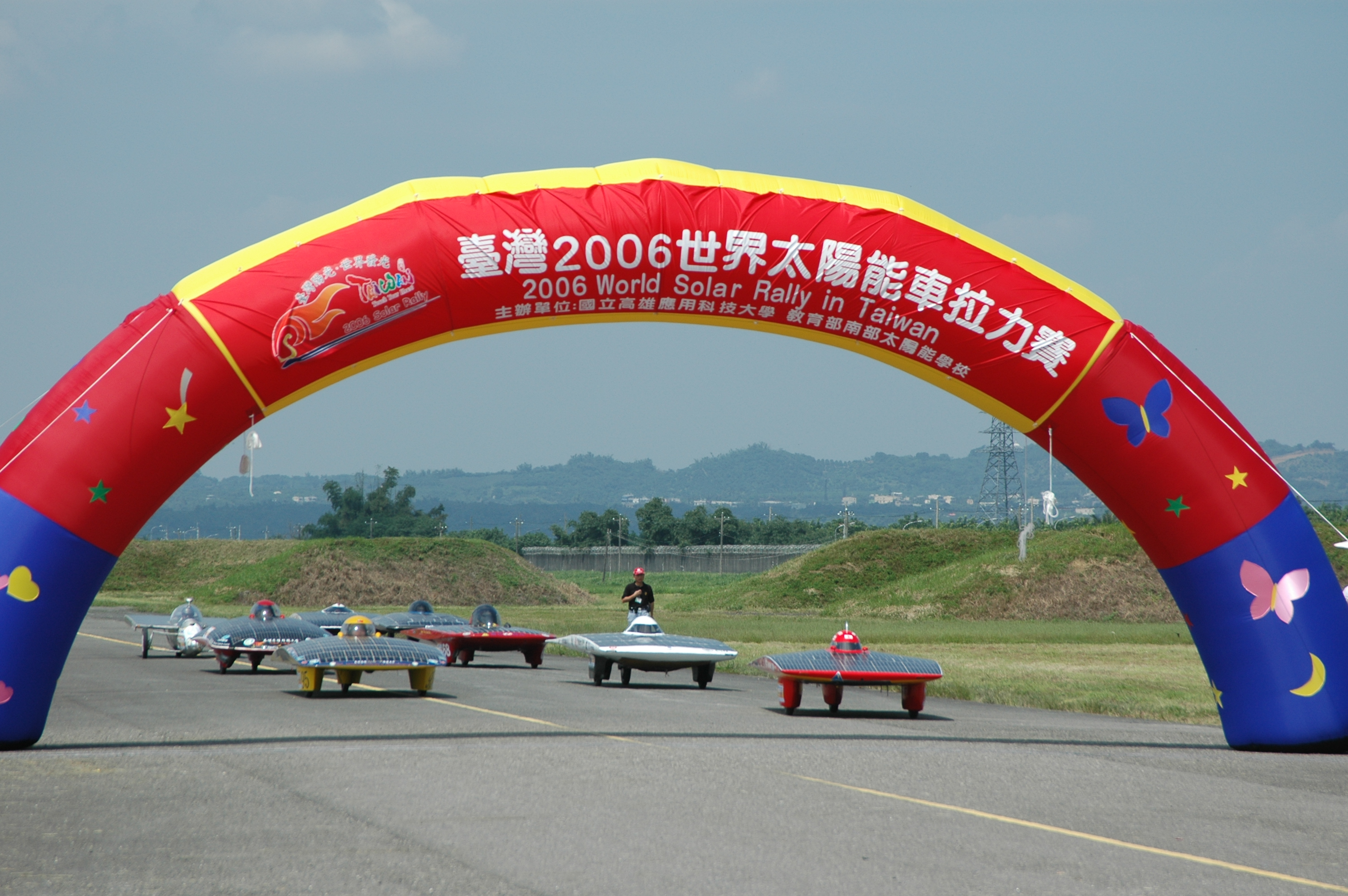
2006ワールド・ソーラー・ラリーin台湾（サーキットレース）。

## ワールド・ソーラー・ラリー・イン・台湾
2006年9月に台湾でソーラーカーによる競技が開催された。大半は大学生から構成されるチームが5カ国から参加して島を周回するコースで競技した。

### レース
高雄市で9月16日にパレードが行われた。屏東空港で9月17日にレースが開催された。3日間にわたってラリーが開催された。総延長約570kmのレースだった。
コースはランドマークや文化施設を通過した。ラリーの地形は変化に富んでいた。初日は2車線の道路で全体的に上り坂だった。初日は急な坂道を登って終了した。2日目はアップダウンやカーブが多い4車線の高速道路で行われた。最終日は平坦な直線の高速道路だった。

### 結果
9月21日に表彰式が開かれた。芦屋大学のTIGAが優勝した。台湾の国立高雄応用科技大学のアポロVと東海大学のFalconが続いた。6チームがラリーに完走したが他の5チームは完走できなかった。1位は芦屋大学で2位は台湾の国立高雄応用科技大学のアポロVで3位は南台科技大学のチームだった。

### チーム
10チームが参加した。国立高雄応用科技大学が主催して2台が参加したので総計11台が参加した。オーストラリアからの12番目の#101 オーロラは参加できなかった。彼らは6月にフランスのツールドソルで事故で車両を破損してしまった為に撤退を余儀なくされた。
| チーム                    | 車両            | 国     | 順位       |
| ------------------------- | --------------- | ------ | ---------- |
| 芦屋大学                  | Sky Ace TIGA    | 日本   | 1          |
| Univ. of Applied Sciences | Apollo V        | 台湾   | 2          |
| Southern Univ. of Tech.   | Phoenix         | 台湾   | 3          |
| ミネソタ大学              | Borealis III    | USA    | 4          |
| Univ. of Applied Sciences | Apollo Plus     | 台湾   | 5          |
| 東海大学                  | Falcon          | 日本   | 6          |
| Middle East Tech. Univ.   | Ekinoks         | トルコ | 完走できず |
| Principia College         | Ra 6            | USA    | 完走できず |
| KAMM Solar Car Team       | KAMM            | ドイツ | 完走できず |
| HelioDet Solar Car Team   | Heliodet 6      | ドイツ | 完走できず |
| テヘラン大学              | Persian Gazelle | イラン | 完走できず |

## ワールド・ソーラーカー・ラリー（ワールド・グリーン・チャレンジ）
毎年8月初頭に秋田県の大潟村で開催される。主に東日本の参加者が多い。コースは平坦でオーストラリアのコースに近い。単に競技を競うだけでなく参加者間の交流の場ともなっており有力チームのアドバイスが全体的な水準の向上に繋がる例もある。ソーラーカーとソーラー・バイシクルの二つのレースが行われる。

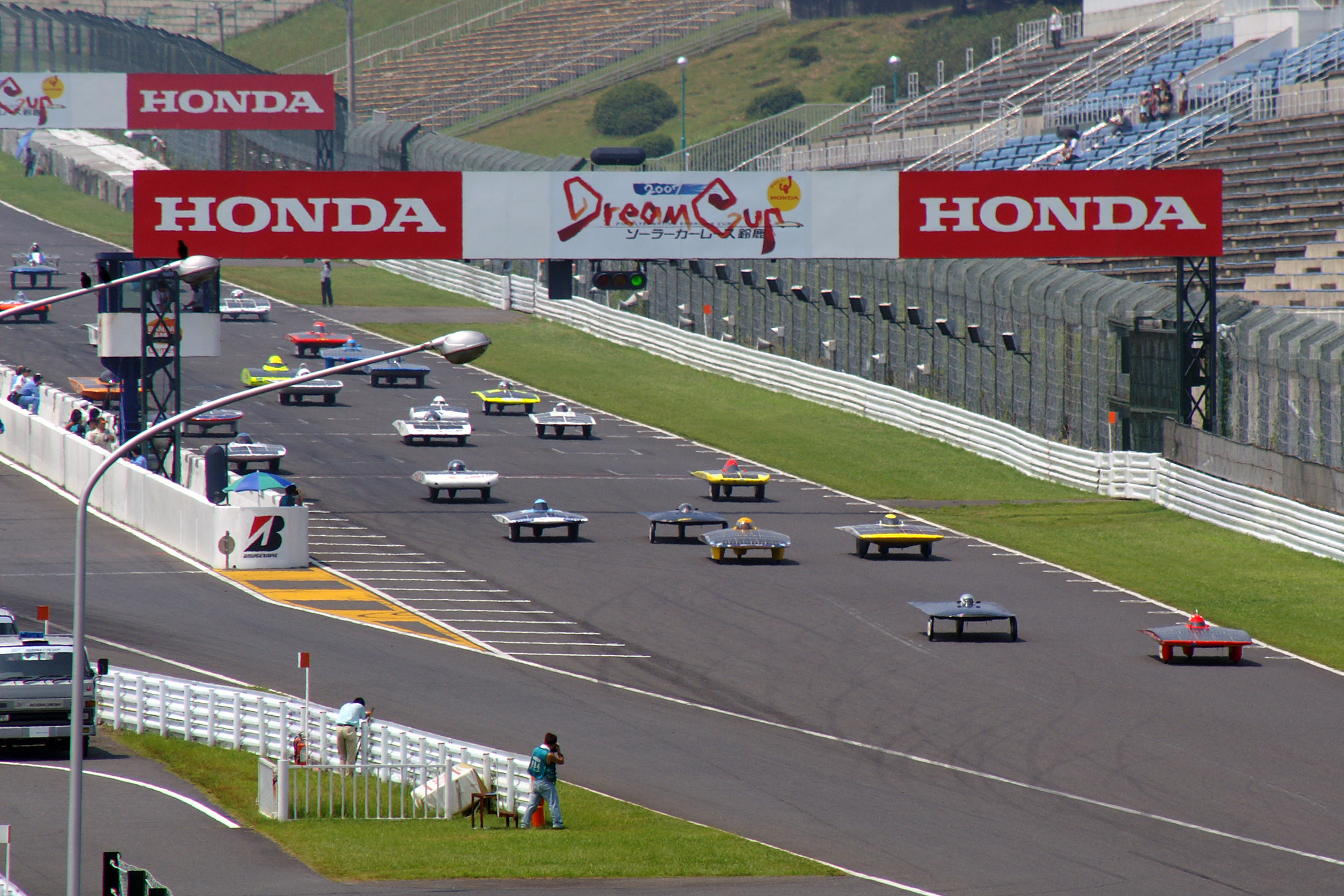
2007 Dream Cupソーラーカーレース鈴鹿のスタートシーン

## ソーラーカーレース鈴鹿
毎年7月末から8月初頭にかけて鈴鹿サーキットにて開催される。かつては8時間の耐久レースが行われていたが、2015年現在はメインレースは5時間耐久レースとなっている。オーストラリア等海外からの参加者もいる。起伏があるコースなのでWSCに出場する車両に多く搭載されるホイールインモーターには負担がかかる為に適さず、このレースには減速器を介する事によってトルクを向上させる鈴鹿仕様で出場する車両もある。出場者は中部から西日本の出場者が多い。学生チームでも複合材や化合物系半導体を使用したチームが出場する等、参加者の水準が高い。

## 朝日ソーラーカーラリー
1989年から2003年まで各地で開催された。当時、ソーラーカー自体が珍しくこのイベントで初めて目にした者も多い。当時、この種のイベントが少なかったが、アマチュアや学生の参加者が多く、ソーラーカーの製作相談コーナー等も併設され参加者の交流を深める場ともなり普及、啓発に貢献した。ジムカーナの競技もあった。各地で開催された為、学生にとっては参加しやすかった。

## ソーラーカーラリーin能登
1992年と1996年に石川県で開催された。第一回はコースになぎさドライブウェイの砂地のコースを含むことにより、タイヤ幅が狭く、接地圧が高いため砂地での走行に不適なソーラーカーが走行する事により波乱のあるレース展開となった。当時としては規模の大きいイベントだった。

## ソーラーチャレンジin北海道
1991年から2003年まで北見市で隔年開催された。(1995年は中止)当初は公道を使用していた。これまでこの種のイベントが無かった北海道においてソーラーカーに関する知識を普及させた。北見市では恒例のイベントに成りつつあったが、財政事情により継続されなかった。そのため、活動の場を失ったチームも多い。

## 全国ソーラーラジコンカーコンテストin白山
無線操縦のソーラーカーによるレースで全国の学生が参加する。人が乗る実物に比べて参加しやすい。